# Olga Dragnic
Olga Dragnić (Nerežišća, Yugoslavia, 3 de marzo de 1933 - Caracas, Venezuela, 28 de enero de 2015) fue una periodista venezolana, investigadora y profesora del Departamento de Periodismo de la Escuela de Comunicación Social (ECS) de la Universidad Central de Venezuela (UCV). Autora de publicaciones imprescindibles para la formación de los periodistas del país, entre las que destacan La entrevista de Personalidad (1993) y El Diccionario de Comunicación Social (2010), además fue fundadora del Observatorio de Medios en Venezuela y Coordinadora del Curso de Postgrado Comunicación Cultural,  de la Universidad Central de Venezuela.

## Juventud
Un poco antes de la Segunda Guerra Mundial, siendo muy joven y en medio de un tenso ambiente, viaja a Chile junto a su hermano menor Nikola Dragnic Franulic para encontrar a su madre Kita, quien había llegado al país del sur dos años antes. Su padre Dinko había salido de Yugoslavia con anterioridad y al poco tiempo, Italia y Alemania entran en guerra y la frontera se cierra. Durante el tiempo que dura el conflicto Kita, Olga y Niky pierden contacto con él hasta el final de la Segunda Guerra Mundial que logran establecer un contacto, sólo para enterarse de que él se encuentra gravemente enfermo.Estaba en Chile, esta noticia obliga a la madre Olga a viajar. Su padre no fallece, pero su delicado estado le impide regresar a su tierra natal, por lo que ella y su hermano se ven en la obligación de viajar a Chile en 1955. En ese país, en 1960, se gradúa en periodismo en la Universidad de Chile, en esta universidad conoce a quien sería el gran amor de su vida, Federico Álvarez (1932-1997) -periodista y director de la, entonces, Escuela de Periodismo de la Universidad Central de Venezuela entre 1975 y 1978-, quien en esos momentos se encontraba estudiando en el país austral.

“Hay muchas razones por las que una mujer se enamora de un hombre, pero lo que más admiraba de él era su inteligencia superior al promedio… esta era la idea que yo tenía de él. No importaba lo que pasase: que lo botaran de su trabajo, que lo metieran preso… él no renunciaba a sus opiniones ni a sus valores políticos y sociales. Esos valores son muy importantes en el ser humano”
Olga Dragnic

## Postura frente al periodismo
En su artículo

"Lo periodistas: víctimas o victimarios, (...) hace una reflexión sobre este oficio y su estrecha relación con la política, específicamente durante los gobiernos de la cuarta República donde los medios de comunicación fueron una herramienta a favor de los intereses individualistas de los gobiernos de turno, pero en contra de los sectores populares y el pueblo oprimido"
AVN